# Gunilla Bergström
Gunilla Bergström (født 3. juli 1942, død 23. august 2021) var en svensk børnebogsforfatter, tegner og journalist, der især kendes som forfatter til billedbøgerne om Alfons Åberg. Hendes første Alfons Åberg-bog udkom i 1972. Hun modtog en række fornemme priser for sit forfatterskab, bl.a. Astrid Lindgren-prisen.
Hun er portrætteret i den danske dokumentarfilm "Hvem er din mor, Alfons Åberg?" fra 2005.